# 上飯島駅
上飯島駅（かみいいじまえき）は、秋田県秋田市飯島鼠田にある、東日本旅客鉄道（JR東日本）奥羽本線の駅である。
追分駅から乗り入れる男鹿線の列車も停車する。かつては、普通列車のうち客車列車のみ通過していた。

## 歴史
- 1944年（昭和19年）9月28日：運輸通信省（日本国有鉄道の前身）の上飯島信号場として設置[2]。
- 1949年（昭和24年）7月11日：信号場が廃止[2]。
- 1954年（昭和29年）4月10日：再び上飯島信号場として設置[2]。
- 1964年（昭和39年）2月10日：駅に昇格し、上飯島駅として開業[3]。住民が建設費390万円を負担して設置された請願駅である[4]。開業当初から無人駅であった[4][5]。
- 1987年（昭和62年）4月1日：国鉄分割民営化により、東日本旅客鉄道の駅となる[2]。
- 2018年（平成30年）3月17日：快速の停車駅となる[6]。これにより、秋田駅 - 八郎潟駅間は各駅停車となった。
- 2023年（令和5年）5月27日：ICカード「Suica」の利用が可能となる[7][8]。
- 2024年（令和6年）10月1日：えきねっとQチケのサービスを開始[1][9]。

## 駅構造
相対式ホーム2面2線を有する地上駅である。秋田県道112号久保秋田線の黒川街道踏切を挟んで、下りホームは青森寄り（西側）、上りホームは秋田寄り（東側）にある。
土崎駅管理の無人駅で、簡易Suica改札機が設置されている。また、上りホームに自動券売機、下りホームに乗車駅証明書発行機が設置されている。

### のりば
| ホーム | 路線                      | 方向 | 行先     |
| ------ | ------------------------- | ---- | -------- |
| 西側   | ■奥羽本線                 | 下り | 青森方面 |
| 西側   | ■男鹿線                   | 下り | 男鹿方面 |
| 東側   | ■奥羽本線 （■男鹿線含む） | 上り | 秋田方面 |

※案内上の番線番号は設定されていない。

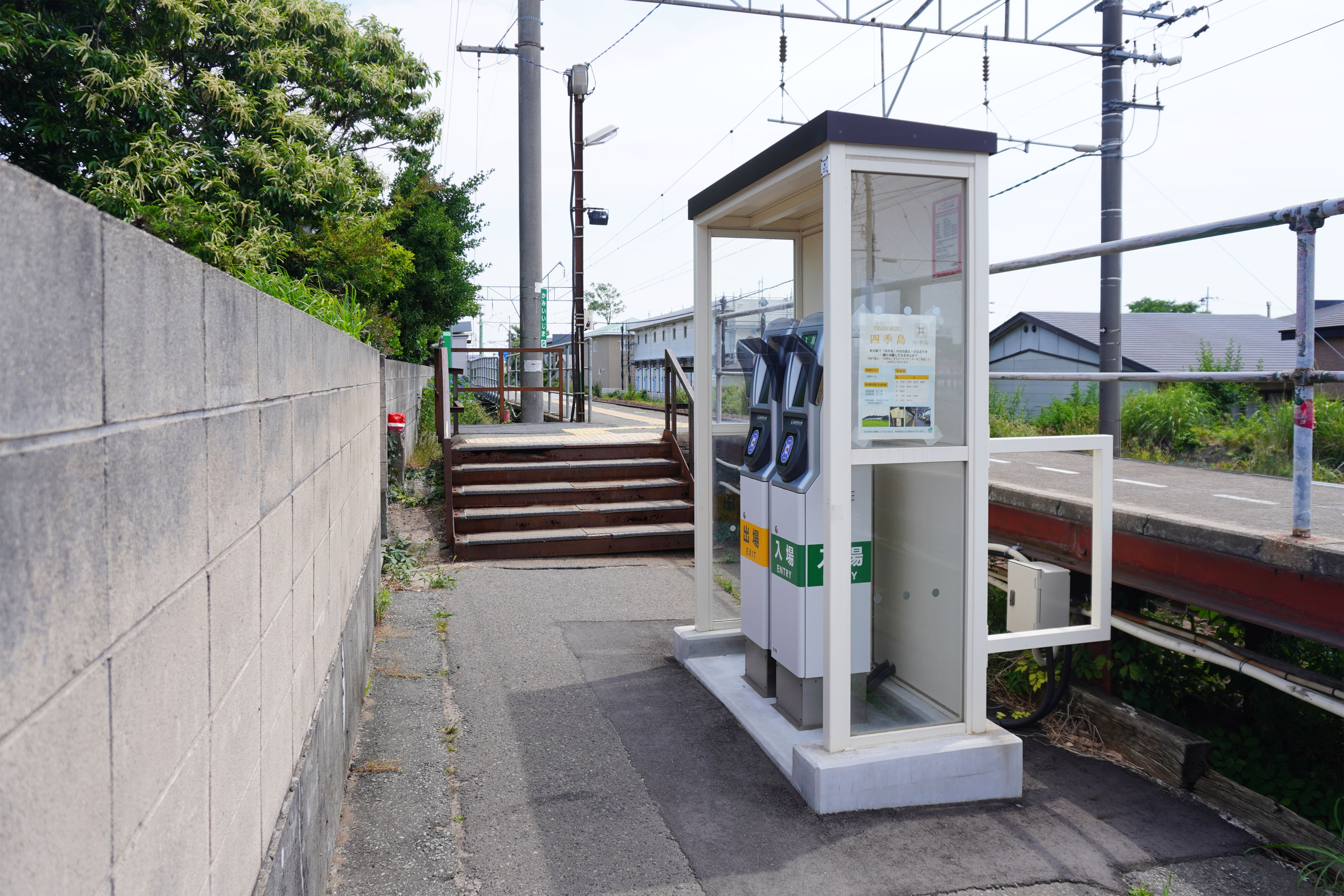
上り線の簡易Suica改札機 （2024年6月）
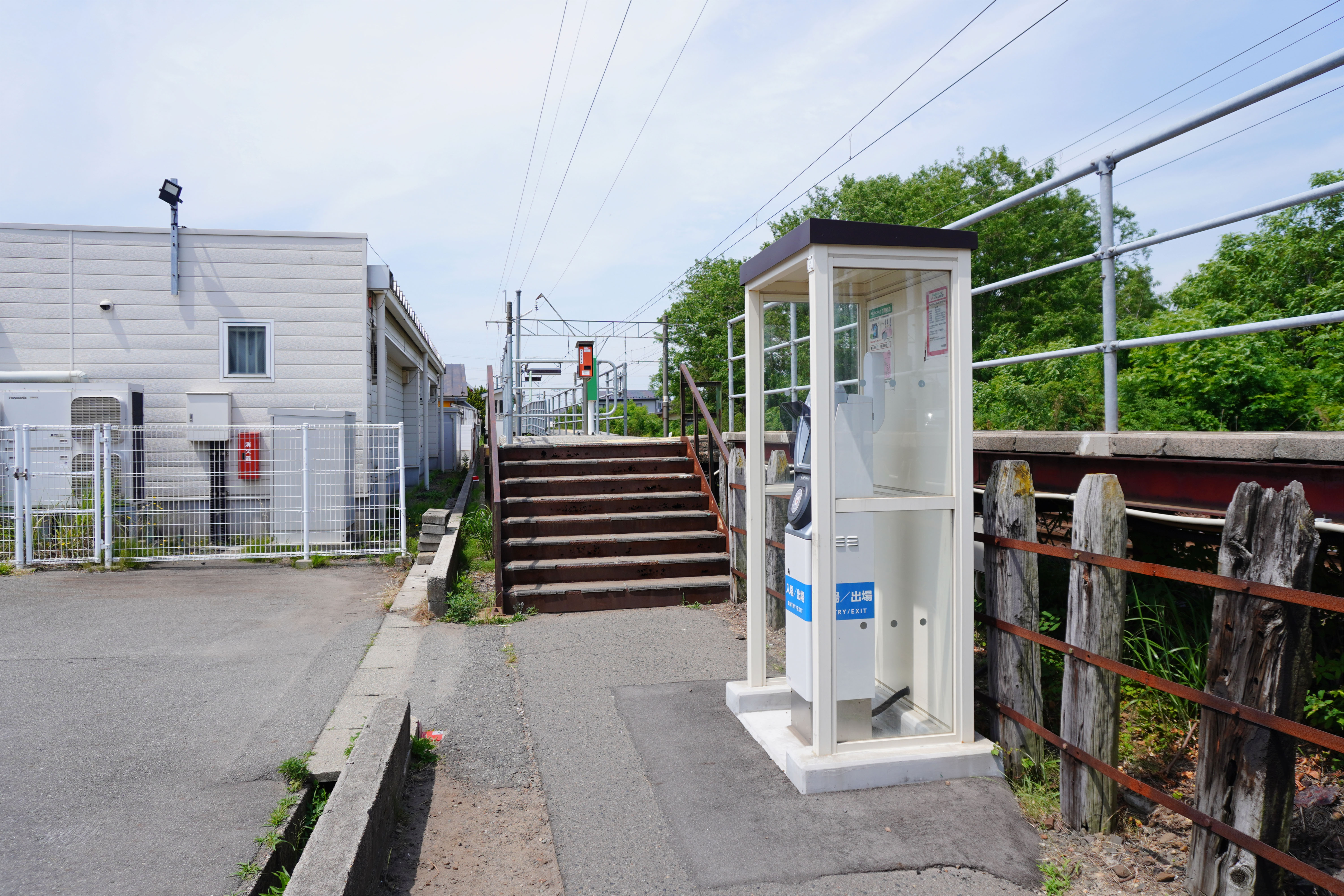
下り線の簡易Suica改札機 （2024年6月）
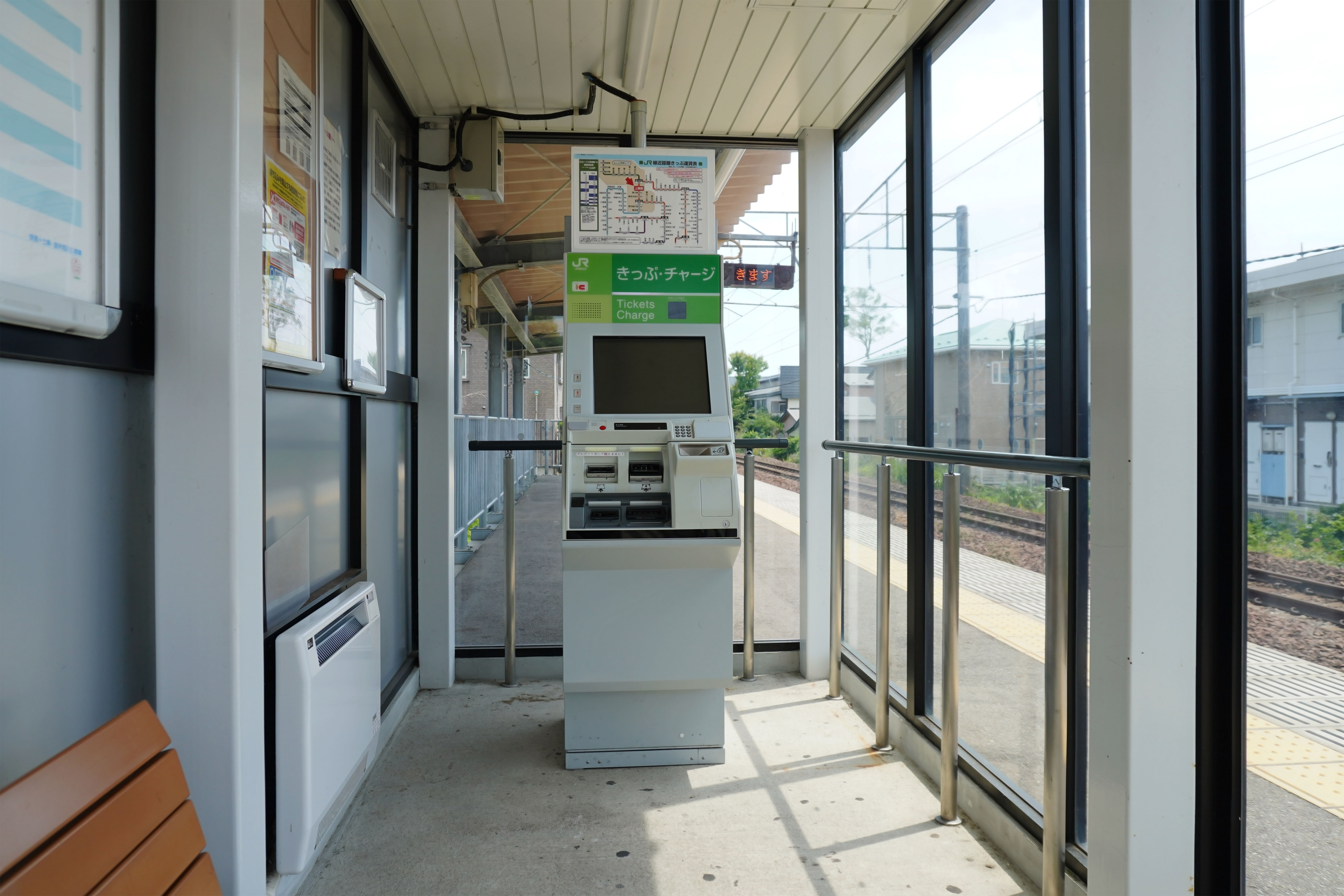
上り線の自動券売機（2024年6月）
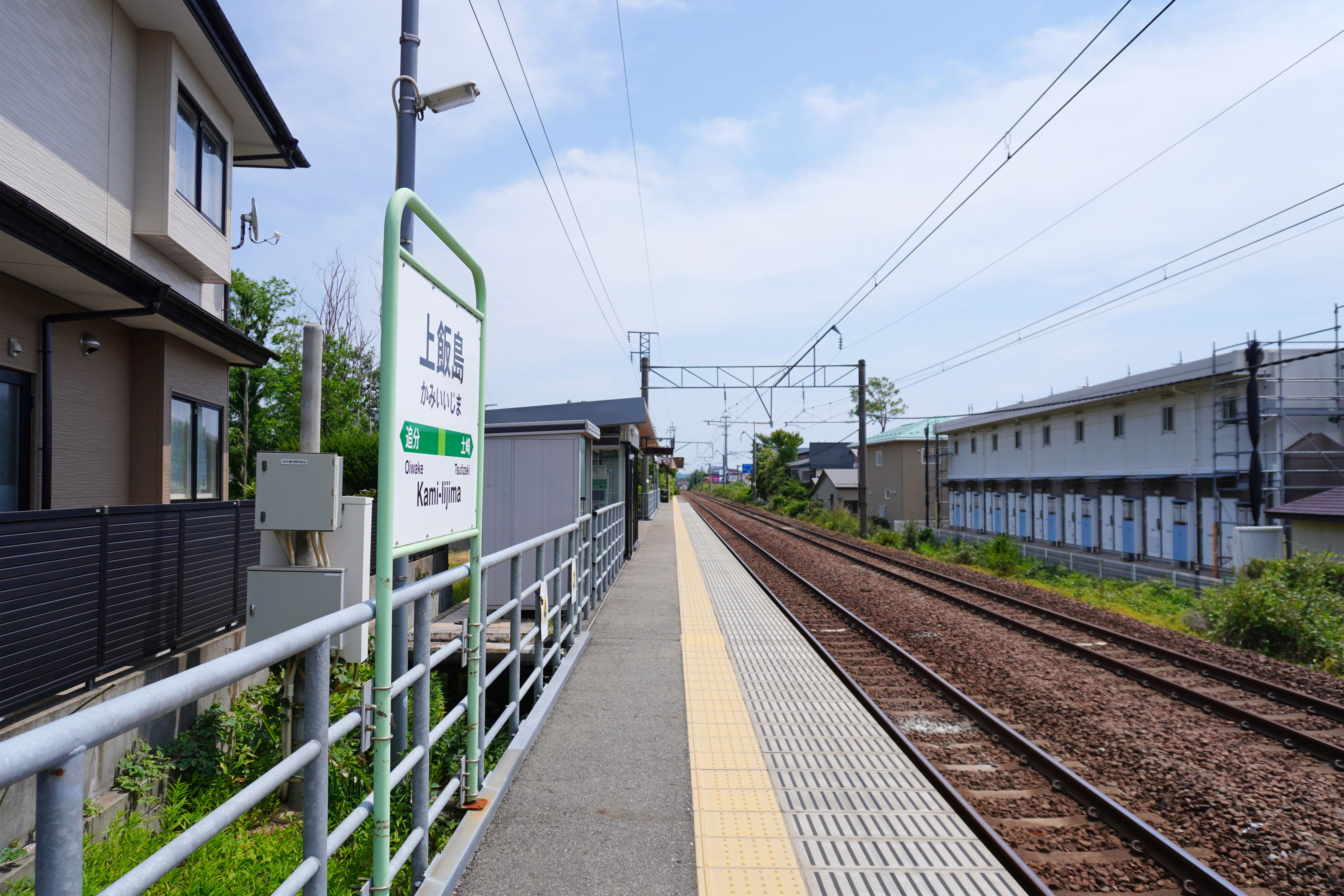
上り線ホーム（2024年6月）

## 駅周辺
- 飯島駅前簡易郵便局
- 秋田市立飯島小学校
- 飯島児童センター
- 国道7号
- 秋田県道112号久保秋田線
- 秋田中央交通、秋田市マイタウン・バス（キングタクシー）「飯島二区」停留所

## 隣の駅
東日本旅客鉄道（JR東日本）
■奥羽本線・■男鹿線（男鹿線は秋田駅 - 追分駅間奥羽本線）
□快速・■普通
土崎駅 - 上飯島駅 - 追分駅